# Budimír
Budimír (em húngaro: Budamér) é um município da Eslováquia, situado no distrito de Košice-okolie, na região de Košice. Tem 6,99 km² de área e sua população em 2018 foi estimada em 1.217 habitantes.

## Demografia
| Ano:        | 1994 | 2004   | 2014    | 2024    |
| ----------- | ---- | ------ | ------- | ------- |
| Broj ljudi: | 862  | 872    | 1115    | 1397    |
| Razlika:    |      | +1,16% | +27,86% | +25,29% |

| Ano:               | 2023 | 2024   |
| ------------------ | ---- | ------ |
| Número de pessoas: | 1369 | 1397   |
| Diferença:         |      | +2,04% |